# 주음수입법
주음수입법(중국어: 注音輸入法)은 주음부호를 이용하여 한자를 입력하는 중국어 입력기이다.

## 장·단점
주음으로 입력하는 방식의 장점은, 대만 사람의 경우 주음 기호를 거의 알고 있기 때문에 특별한 공부 없이도 사용할 수 있고, gcin어음 입력법 등 자동 입력법을 사용하여 익히면, 수용 가능한 속도를 낼 수 있다.
대부분의 발음 입력법과 마찬가지로, 주음수입법의 가장 큰 단점은 동음자가 많아, 글자 선택 문제를 극복하기 어렵고, 입력 속도를 높이기 어려우며, 동일음 오자도 자주 나타나, 비PC 인터페이스의 사용을 어렵게 하는 것이다.
최근 몇 년 사이 신혹음(新酷音), gcin어음(gcin詞音) 등 각종 자동 문자 선택 시스템을 갖춘 문자 입력법이 나타났지만, 중국어 특유의 문법적 모호성 때문에 특정 병목 상태에서 입력법의 자동 입력 선택 비율이 향상되기가 어렵다. 특히, 「的」「得」「地」의 글자는, 종종 스스로 선택해야 한다.
한어병음수입법에 비해, 주음수입법은 일반적으로 한 글자의 발음 순서에 상관없이 음을 입력할 수 있어서, 성모,운모,성조를 빠르게 바꿔 입력 할 수 있다. 병음수입법의 장점은 대천식(大千式) 키보드에 비해, 병음수입법 사용자의 손가락 이동 범위가 비교적 작다는 것이다. 또한 완전한 영문 알파벳으로 입력하기 때문에, 공백과 같은 추가 키를 사용하지 않으면서, 직접 글자를 선택하거나 구두점을 입력할 수 있다.
주음 등 발음 입력 방식의 속도가 반드시 자형보다 느리게 되는 것은 아니나, 다만 원고를 보고 타자를 치는 경우, 자형 입력 방법이 비교적 빠른 최고 속도를 낼 수 있다.

## 자판 배열
주음부호의 키보드 배열 방식은 여러 방식이 있는데, 대천식(大千式, 표준 방식), 의천식(倚天式), 정업식(精業式), IBM식(IBM式) 등이 있다.휴대전화나 개인 정보 단말기의 사용 필요를 고려하여 숫자 키패드를 입력한 주음 입력법도 등장했다.

### 대천 주음 키보드 배열
대천식(大千式)은 대만에서 가장 많이 사용하는 방식이다. 마이크로소프트 윈도우에서 기본적으로 설정된 키보드 배열 방식으로, 애플 macOS 역시 동일하다. 대만 시장에서 구매한 키보드의 다수도 이 대천식 배열로 새겨져 있다. 대천이란 이름은 이 배열법을 고안한 대만 컴퓨터 제조업체 다쳰(大千)에서 따왔다. 왕안(王安), 궈차오(國喬), 중딩(仲鼎), 링이(零壹)에서도 대천식 배열을 사용했다.
대천식은 주음부호를 위에서 아래로, 왼쪽에서 오른쪽으로 순서대로 배열한 것이다. 주음부호는 반드시 '성모→개모→운모'의 순서로 나타나기 때문에, 주음표에도 이런 순서가 있다. 그래서 대천식 키보드를 사용할 때는 반드시 왼쪽에서 오른쪽으로(성조 제외) 입력하게 된다. 또한, 초보자도 이 배열을 배울때 주음부호 순서에 숙달되면, 키위치를 찾는데 어려움이 없다.
예를 들어 "碼"(병음: mǎ, 주음 부호: ㄇㄚˇ, 한자음: 마)자를 입력할 때, A키(ㄇ,m)를 누르고, 8키(ㄚ,a)를 누른후, 3키(ˇ,3성)를 입력하여 "碼"자나 "ㄇㄚˇ"발음을 출력할 수 있다.
- 대천식 키보드의 장점:
  1. 점유율이 매우 높다.
  2. 초보자는 주음부호만 익히면 키보드 배치 위치를 빨리 익힐 수 있으며, 일반적인 타이완식 키보드에는 모두 대천식 키보드 배열이 새겨져 있다.
  3. 일반적으로 1성모와 1운모인 경우 좌우손을 번갈아 입력하여 힘을 덜들이고 시간을 절약할 수 있다. 성모운모 배열이 분리되어 성모와 운모가 섞인 배열보다 더 빠른 입력 속도가 가능하다.
  4. 좌우 손으로 분업하는 설계에서 좌우 손의 작업의 균형을 맞춘다.
  5. 많이 쓰이는 성모인 ㄐㄑㄒㄓㄔㄕ은 키보드 중앙에 위치하고 있어, 비교적 강한 검지손가락에서 비교적 많은 작업에 분배하는 반면, 약한 약지및 새끼손가락은 적은 편이다.
  6. 이는 개모(介母, 결합운모의 앞자리에 사용하는 운모)인 ㄧㄨㄩ도 동일하다.
- 대천식 키보드의 단점:
  1. 성조키는 손가락에서 가장 먼 맨윗줄에 위치하고 있어 타자의 효율을 떨어뜨린다.
  2. 반면 상대적으로 자주 사용하는 운모인 ㄢㄣㄤㄥ은 가장 바깥쪽 새끼손가락의 작업 범위에 위치하고 있어 오른손의 입력이 더 어려워진다.
  3. 숫자 키와 일부 부호 키를 점용하여 숫자와 부호 입력이 번거롭다.

| A  | B  | C  | D  | E  | F  | G  | H  | I  | J  | K  | L  | M  | N  | O  | P  | Q  | R  | S  | T  | U  | V  | W  | X  | Y  | Z  |
| -- | -- | -- | -- | -- | -- | -- | -- | -- | -- | -- | -- | -- | -- | -- | -- | -- | -- | -- | -- | -- | -- | -- | -- | -- | -- |
| ㄇ | ㄖ | ㄏ | ㄎ | ㄍ | ㄑ | ㄕ | ㄘ | ㄛ | ㄨ | ㄜ | ㄠ | ㄩ | ㄙ | ㄟ | ㄣ | ㄆ | ㄐ | ㄋ | ㄔ | ㄧ | ㄒ | ㄊ | ㄌ | ㄗ | ㄈ |
| 1  | 2  | 3  | 4  | 5  | 6  | 7  | 8  | 9  | 0  | -  | ;  | ,  | .  | /  |    |    |    |    |    |    |    |    |    |    |    |
| ㄅ | ㄉ | ˇ  | ˋ  | ㄓ | ˊ  | ˙  | ㄚ | ㄞ | ㄢ | ㄦ | ㄤ | ㄝ | ㄡ | ㄥ |    |    |    |    |    |    |    |    |    |    |    |

대천식 주음입력 자판 배열

- 비고 : 제1성은 스페이스바로 입력한다.

### 의천 주음 키보드 배열

#### 의천 41키 키보드 배열
의천 키보드(倚天鍵鍵)는 최초의 중국어 컴퓨터 중 하나인 의천 컴퓨터(倚天, 이톈)에서 사용한 주음부호 키배열이다. 글자의 키순을 한어병음의 발음과 대응하여, 영타에 익숙한 중국어 사용자에게 편리함을 제공한다.
| Ａ | Ｂ | Ｃ | Ｄ | Ｅ | Ｆ | Ｇ | Ｈ | Ｉ | Ｊ | Ｋ | Ｌ | Ｍ | Ｎ | Ｏ | Ｐ | Ｑ | Ｒ | Ｓ | Ｔ | Ｕ | Ｖ | Ｗ | Ｘ | Ｙ | Ｚ |
| -- | -- | -- | -- | -- | -- | -- | -- | -- | -- | -- | -- | -- | -- | -- | -- | -- | -- | -- | -- | -- | -- | -- | -- | -- | -- |
| ㄚ | ㄅ | ㄒ | ㄉ | ㄧ | ㄈ | ㄐ | ㄏ | ㄞ | ㄖ | ㄎ | ㄌ | ㄇ | ㄋ | ㄛ | ㄆ | ㄟ | ㄜ | ㄙ | ㄊ | ㄩ | ㄍ | ㄝ | ㄨ | ㄡ | ㄠ |
| 1  | 2  | 3  | 4  | 5  | 6  | 7  | 8  | 9  | 0  | -  | =  | ;  | '  | ,  | .  | /  |    |    |    |    |    |    |    |    |    |
| ˙  | ˊ  | ˇ  | ˋ  |    |    | ㄑ | ㄢ | ㄣ | ㄤ | ㄥ | ㄦ | ㄗ | ㄘ | ㄓ | ㄔ | ㄕ |    |    |    |    |    |    |    |    |    |

- 비고 : 제1성은 스페이스바로 입력한다.

#### 의천 26키 키보드 배열
의천 26키(倚天26鍵) 키보드는 의천 41키 키보드를 개량한 것으로, 혼동되지 않은 키를 하나로 통합하여(예:ㄍㄎㄏ에 대응하는 ㄐㄑㄒ) 26개의 키로 중국어를 입력할 수 있다. 공식 명칭은 망형26키(忘形26鍵)이다.
| Ａ | Ｂ | Ｃ | Ｄ | Ｅ | Ｆ | Ｇ | Ｈ | Ｉ | Ｊ | Ｋ | Ｌ | Ｍ | Ｎ | Ｏ | Ｐ | Ｑ | Ｒ | Ｓ | Ｔ | Ｕ | Ｖ | Ｗ | Ｘ | Ｙ | Ｚ |
| -- | -- | -- | -- | -- | -- | -- | -- | -- | -- | -- | -- | -- | -- | -- | -- | -- | -- | -- | -- | -- | -- | -- | -- | -- | -- |
| ㄚ | ㄅ | ㄕ | ㄉ | ㄧ | ㄈ | ㄓ | ㄏ | ㄞ | ㄖ | ㄎ | ㄌ | ㄇ | ㄋ | ㄛ | ㄆ | ㄗ | ㄜ | ㄙ | ㄊ | ㄩ | ㄍ | ㄘ | ㄨ | ㄔ | ㄠ |
|    |    | ㄒ |    |    |    | ㄐ | ㄦ |    |    |    | ㄥ | ㄢ | ㄣ |    | ㄡ | ㄟ |    |    | ㄤ |    | ㄑ | ㄝ |    |    |    |
|    |    |    | ˙  |    | ˊ  |    |    |    | ˇ  | ˋ  |    |    |    |    |    |    |    |    |    |    |    |    |    |    |    |

- 비고 : 제1성은 스페이스바로 입력한다.

### IBM 주음 키보드 배열
| Ａ | Ｂ | Ｃ | Ｄ | Ｅ | Ｆ | Ｇ | Ｈ | Ｉ | Ｊ | Ｋ | Ｌ | Ｍ | Ｎ | Ｏ | Ｐ | Ｑ | Ｒ | Ｓ | Ｔ | Ｕ | Ｖ | Ｗ | Ｘ | Ｙ | Ｚ |
| -- | -- | -- | -- | -- | -- | -- | -- | -- | -- | -- | -- | -- | -- | -- | -- | -- | -- | -- | -- | -- | -- | -- | -- | -- | -- |
| ㄧ | ㄥ | ㄣ | ㄩ | ㄒ | ㄚ | ㄛ | ㄜ | ㄗ | ㄝ | ㄞ | ㄟ | ˊ  | ㄦ | ㄘ | ㄙ | ㄐ | ㄓ | ㄨ | ㄔ | ㄖ | ㄤ | ㄑ | ㄢ | ㄕ | ㄡ |
| 1  | 2  | 3  | 4  | 5  | 6  | 7  | 8  | 9  | 0  | -  | ;  | ,  | .  | /  |    |    |    |    |    |    |    |    |    |    |    |
| ㄅ | ㄆ | ㄇ | ㄈ | ㄉ | ㄊ | ㄋ | ㄌ | ㄍ | ㄎ | ㄏ | ㄠ | ˇ  | ˋ  | ˙  |    |    |    |    |    |    |    |    |    |    |    |

### 허씨 주음 키보드 배열
발명자는 자연 입력법을 설계한 수웬롄(許聞廉) 교수로, "허씨 키보드(許氏鍵盤)"은 25개의 키만 사용했다. 허씨 키보드의 배열 방식은 영문 키보드에 익숙한 사람에게 적합하고, 맹타도 쉽다. 단점은 병음의 쌍병(雙拼) 방안과 같이 음운이 분리되지 않기 때문에 대천식 키보드 배열처럼 음운을 사용하여 속도를 빠르게 하기 어렵다는 것이다.
| Ａ | Ｂ | Ｃ | Ｄ | Ｅ | Ｆ | Ｇ | Ｈ | Ｉ | Ｊ | Ｋ | Ｌ | Ｍ | Ｎ | Ｏ | Ｐ | Ｑ | Ｒ | Ｓ | Ｔ | Ｕ | Ｖ | Ｗ | Ｘ | Ｙ | Ｚ |
| -- | -- | -- | -- | -- | -- | -- | -- | -- | -- | -- | -- | -- | -- | -- | -- | -- | -- | -- | -- | -- | -- | -- | -- | -- | -- |
| ㄘ | ㄅ | ㄒ | ㄉ | ㄧ | ㄈ | ㄍ | ㄏ | ㄞ | ㄐ | ㄎ | ㄌ | ㄇ | ㄋ | ㄡ | ㄆ |    | ㄖ | ㄙ | ㄊ | ㄩ | ㄑ | ㄠ | ㄨ | ㄚ | ㄗ |
| ㄟ |    | ㄕ |    | ㄝ |    | ㄜ | ㄛ |    | ㄓ | ㄤ | ㄥ | ㄢ | ㄣ |    |    |    |    |    |    |    | ㄔ |    |    |    |    |
|    |    |    | ˊ  |    | ˇ  |    |    |    | ˋ  |    | ㄦ |    |    |    |    |    |    | ˙  |    |    |    |    |    |    |    |

- 비고 : 제1성은 스페이스바로 입력한다.

| 자음(字音) : 병음의 발음이 유사한 순으로 | ㄅㄆㄇㄈㄉㄊㄋㄌㄍㄎㄏㄐㄒㄖㄗㄙㄝㄞㄟㄡㄣㄧ ＢＰＭＦＤＴＮＬＧＫＨＪＣＲＺＳＥＩＡＯＮＥ |
| 자형(字形) : 알파벳 형태와 유사한 순으로 | ㄑㄚ ＶＹＲ ㄠㄢㄤㄥㄦㄨㄩ ＷＭＫＬＬＸＵ                                                 |
| 대응(對應) : 글자 키 순서, 전체 기억     | ㄓㄔㄕㄘ ＪＶＣＡ                                                                         |
| 수순(手順) : 손가락에 편한 기본자리 배열 | ˙ˊˇㄜㄛˋ ＳＤＦＧＨＪ                                                                     |

### 숫자 키보드 배열

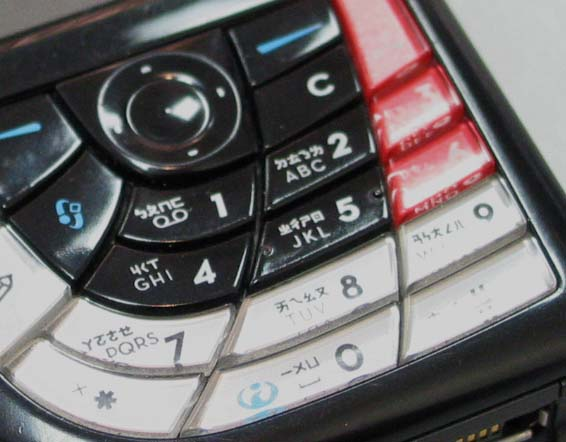
휴대전화의 숫자,영문,주음 키

#### 수평 배열
| １ ㄅㄆㄇㄈ | ２ ㄉㄊㄋㄌ | ３ ㄍㄎㄏ     |
| ４ ㄐㄑㄒ   | ５ ㄓㄔㄕㄖ | ６ ㄗㄘㄙ     |
| ７ ㄚㄛㄜㄝ | ８ ㄞㄟㄠㄡ | ９ ㄢㄣㄤㄥㄦ |
| ＊ 성조     | ０ ㄧㄨㄩ   | ＃            |

#### 성모, 운모, 개모순서 분리 직렬
| １ ㄅㄉㄚ | ２ ㄍㄐㄞ   | ３ ㄓㄗㄢㄦ |
| ４ ㄆㄊㄛ | ５ ㄎㄑㄟ   | ６ ㄔㄘㄣㄧ |
| ７ ㄇㄋㄜ | ８ ㄏㄒㄠㄡ | ９ ㄕㄙㄤㄨ |
| ＊ ㄈㄌㄝ | ０ 성조     | ＃ ㄖ ㄥㄩ  |

- 주 : 0은 5개 성조를 입력하는데 쓰이며,  순서대로 1성(표시되지 않음), 2성(ˊ), 3성(ˇ), 4성(ˋ), 경성(˙)이 표시된다.
- 예 : "ㄇㄚˇ(mǎ)" 음을 입력시, 1키를 세 번, 7키를 한 번, *키를 세 번 순으로 입력한다.

현재 휴대전화 제조사가 많기 때문에, 서로 다른 배열법이 생겨났고, 영어와 유사한 T9 용법이라 하여, 버튼 위의 순서에 따라 여러 번 누르지 않아도, 한 번만 누르면 자동으로 휴대전화가 판별할 수 있는 기능도 생겼다.

### 극간주음수입법
극간주음수입법(極簡注音輸入法)은 이 규칙에 따라, 버튼에 주음 기호(성조 포함)를 배열하고, 몇 개의 키만 사용하면서 큰 키보드처럼 사용할 수 있도록 하는 규칙이다. 주음의 필획순으로 입력하면서, 다른 키를 누를 필요가 없으며, 아무런 대기 없이 중국어 입력이 가능하고, 소수의 키만으로 중국어를 입력할 수 있을 때 특히 유용하다. 이 규칙은 4~26개의 키 위에 배열할 수 있는데, 당연히 버튼 수가 많을수록 후보 글자 수가 줄어든다. 현재 상용하는 두 가지 배열 방식이 있는데, 모두 11개의 버튼 위에 배열되어 있다. 이 배열에서 매번 입력하는 후보 글자 상위 9개에는, 중국어의 상용자 3000여개를 포함하고 있다.
극간주음수입법은 일일수입법(一一輸入法)이란 명칭으로 발표되었으며, 윈도우 시스템에 적용되어 뇌파 중국어 입력 시스템()의 응용에 사용되기도 하였다.
극간주음수입법은 현재 두 가지 배열 방식으로 휴대폰에 사용된다.:
- 제1종 배열 방식(第一種排列方式)은 유사한 발음의 주음 부호를 같은 버튼 위에 얹은 것으로, 설사 때때로 발음이 정확하지 않더라도 중국어를 정확히 입력할 수 있는데, 그 배열 방식은 아래와 같다.

| ㄅㄆ ㄚㄞㄠ | ㄇ ㄢㄤ   | ㄈㄏ ㄛㄜㄡㄦ |
| ㄋㄌㄖ ˋ    | ㄍㄎ ㄣㄥ | ㄉㄊ ㄝㄟ     |
| ㄓㄗ ˙-     | ㄔㄘ ˊ    | ㄕㄙ ˇ        |
|             | ㄐㄑ ㄧㄩ | ㄒ ㄨ         |

주 : 1성과 경성은 한 키에 있다.
- 제2종 배열 방식(第二種排列方式)은 주음표의 규칙에 따라 11개의 버튼에 배열되어 있어 비교적 배우기 쉽고, 그 배열 방식은 아래와 같다.

| ㄅㄆㄉ ㄚ | ㄇㄊ ㄛㄜ | ㄈㄋㄌ ㄝ |
| ㄍ ㄞㄢㄣ | ㄎ ㄟㄠㄤ | ㄏ ㄡㄥㄦ |
| ㄓㄗ ˙-   | ㄔㄘ ˊˇ   | ㄕㄖㄙ ˋ  |
|           | ㄐㄑ ㄧ   | ㄒ ㄨㄩ   |

주 : 1성과 경성은 한 키에 있다.

### 애플 터치 주음 키보드
애플 iOS의 자판 번체주음 입력법으로, 37개의 주음 기호에 4개의 성조부호(2,3,4성,경성)를 추가되었는데, 이러면 키보드 버튼이 너무 작아지므로, 키보드를 페이지별로 처리하여, shift 키로 바꾼다. 첫 페이지에는 성모•운모•개모가 있고, 두 번째 페이지에는 개모•운모•성조부호가 있다. 단일자의 성모를 입력한 후, 다른 조합이 없이 자동으로 페이지가 바뀐다.
| 통상               |
| ㄅㄆㄇㄈㄉㄊㄋㄌ   |
| ㄍㄎㄏㄐㄑㄒㄧㄨㄩ |
| ㄓㄔㄕㄖㄗㄘㄙ     |
| shift키            |
| ㄚㄛㄜㄝㄞㄟㄠㄡ   |
| ㄢㄣㄤㄥㄦㄧㄨㄩ   |
| ¯ˊˇˋ‧              |

iOS 6 업데이트 이후 터치 키보드가 한 페이지로 통합하여 더 이상 페이지별로 나뉘지 않는다.
| 통상                    |
| ㄅㄉˇˋㄓˊ˙ㄚㄞㄢㄦ      |
| ㄆㄊㄍㄐㄔㄗ—ㄛㄟㄣ     |
| ㄇㄋㄎㄑㄕㄘㄨㄜㄠㄤ    |
| ㄈㄌㄏㄒㄖㄙㄩㄝㄡㄥ    |
| （공백 또한 제1성이다） |

일반 컴퓨터 키보드 배치와 거의 동일하지만, 입력할 때 손이 큰 사람에게는 약간 불편을 느낀다. 그러나 설정 중에 동태조절(动态调整)을 선택하면 구판 입력기로 복원할 수 있다.

### 21키 주음 키보드
gcin 안드로이드의 21키 주음은 "ㄅㄧ"와 같이 성모 운모가 같은 키를 사용한다. 대부분의 글자는 보통 성모+운모로 구성되어 있기 때문에 효율이 "ㄅㄆ"보다 높다. 그래서 운모를 입력할 때 두 번 누를 필요 없이 자동으로 선택된다.

#### gcin Android 21키 주음 키보드
| ㄅㄧ | ㄉㄛ | ㄍㄟ | ㄑㄢ | ㄕ˙ |
| ㄆㄨ | ㄊㄜ | ㄎㄠ | ㄒㄤ | ㄖˊ |
| ㄇㄩ | ㄋㄝ | ㄏㄡ | ㄓㄥ | ㄗˇ |
| ㄈㄚ | ㄌㄞ | ㄐㄣ | ㄔㄦ | ㄘˋ |
|      |      |      |      | ㄙ  |

## 종류
- 마이크로소프트 주음수입법
- 마이크로소프트 신주음수입법 (관련단어 기능 포함)
- 구방주음수입법
- Mac 주음수입법
- Mac 이톈 주음수입법(Mac倚天注音輸入方式)
- 구글 주음수입법
- Gboard
- 자연수입법(自然輸入法)
- 신혹음수입(新酷音輸入法)
- 주음간체수입법(주음부호로 중국어 간체 입력)
- 극간주음수입법 보관됨 2014-11-13 - 웨이백 머신
- Yahoo! 치모 수입법
- gcin사음수입법(사전 선택된 단어 증분, Windows/Linux/Android)

## 같이 보기
- 주음부호
- 한어병음수입법
- 중국어 입력기